# Nové Mitrovice (zámek)
Zámek Nové Mitrovice, někdy též zámek Přestavlky, je barokní zámek z roku 1736 postavený šlechtickým rodem Vratislavů z Mitrovic. Nachází se na severním okraji obce Přestavlky, části obce Sedlec-Prčice v okrese Příbram ve Středočeského kraji.

## Historie

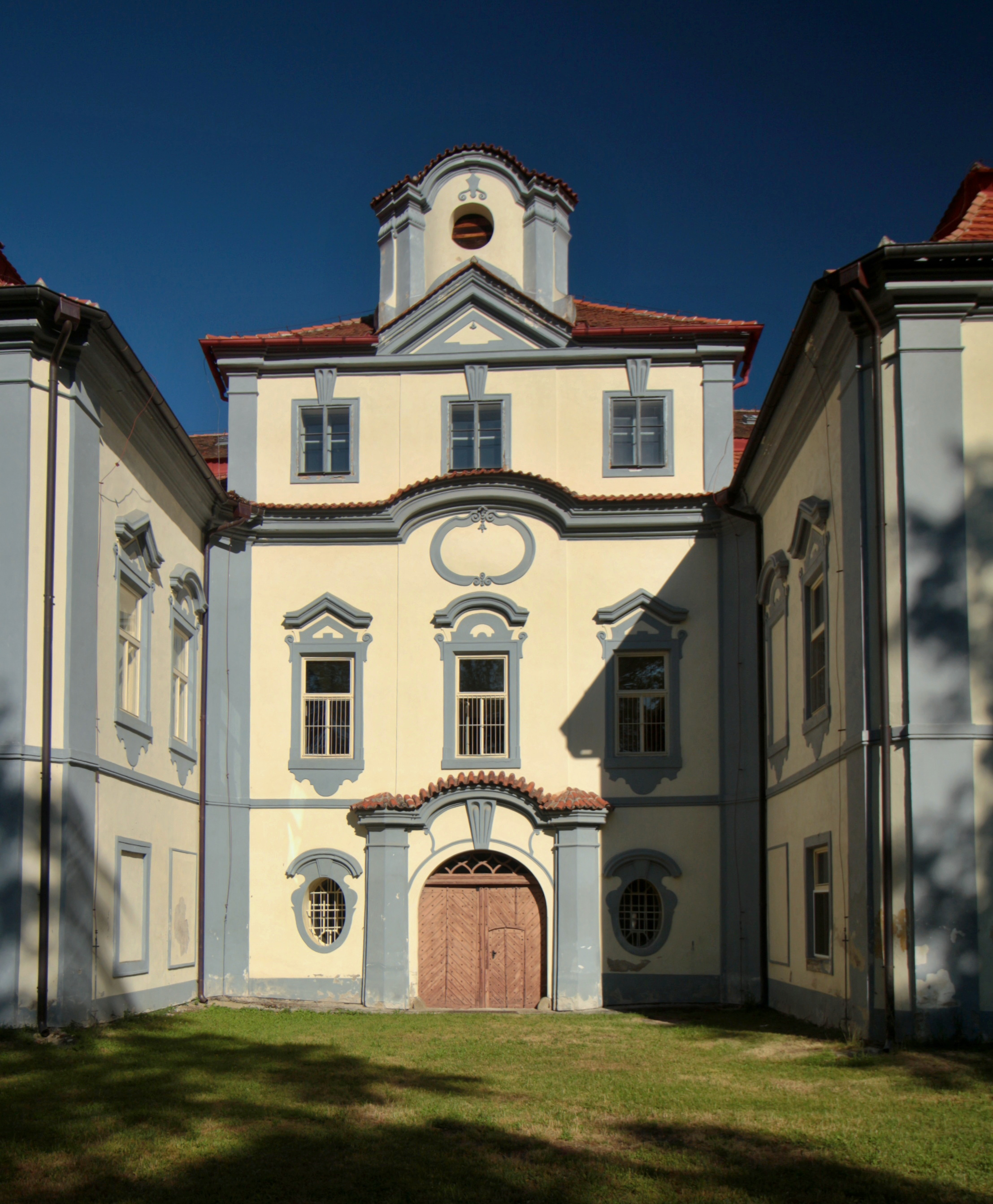
Východní strana ze zámeckého parku

Vratislavové z Mitrovic vlastnili přestavlcké panství v letech 1670–1685 a 1724–1804. Za vlastnictví hraběte Jana Josefa, královéhradeckého biskupa, byl v roce 1736 na místě někdejší tvrze vystavěn zámek. Jde o patrovou budovu s mansardovou střechou s půdorysem ve tvaru písmene U se středovým rizalitem a bočními křídly. Fasáda je bohatě zdobena štukem. Budova zámku je obklopena parkem s cizokrajnými dřevinami, v současné době není zámek ani park veřejnosti přístupný.
V letech 1867–1946 zámek vlastnila rodina Blaschkeových, kterým byl po druhé světové válce vyvlastněn. Od roku 1959 v zámku sídlila základní škola a dnes se zde nachází dětský domov, zámek proto není veřejnosti přístupný.